# Unilog
Unilog war ein europäischer Dienstleister in den Bereichen Management Consulting, Prozess- und Technologieberatung, Systemintegration, Schulung und Outsourcing mit Sitz in Paris. In Deutschland war die Firma durch die Unternehmen Unilog Management GmbH, Unilog Avinci GmbH und Integrata AG sowie die Unilog Holding GmbH, welche administrative Tätigkeiten übernimmt, vertreten. Standorte sind Frankfurt am Main, Stuttgart, München, Nürnberg, Hamburg, Berlin, Bremen, Münster, Düsseldorf, Köln, Hennef, Ludwigshafen am Rhein und Karlsruhe.
Mit der im Januar 2006 vollzogenen Übernahme durch das britische Unternehmen Logica trugen sämtliche Unternehmen der Unilog Gruppe den Zusatz a LogicaCMG company.
Im Jahre 2008 wurde der Name Unilog komplett aufgegeben und alle Tätigkeiten der Unilog firmieren jetzt unter dem Namen Logica. Einzige Ausnahme ist die früher übernommene Integrata AG, die den Namen für die Schulungsaktivitäten der Gruppe repräsentiert. Am 2. Februar 2009 gab Logica den Verkauf der Integrata AG (Management-Buy-in) an 3 ehemalige Integrata-Manager und ein Private-Equity-Unternehmen bekannt.

## Firma
Die Business Line Unilog Management war auf die strategische Beratung des Managements spezialisiert.
Unilog Avinci war in Deutschland die auf Prozess- und Technologieberatung spezialisierte Business Line und entstand aus der Verschmelzung der ehemaligen Unilog Systems Integration und der im Jahr 2004 durch Unilog übernommenen Avinci AG, einem von sechs ehemaligen IBM-Managern gegründeten Beratungsunternehmen.
In der Business Line Integrata war in Deutschland das Angebot an Fortbildungs- und Qualifizierungsmaßnahmen gebündelt.
Im Jahr 2004 erzielte Unilog einen Gesamtsatz von 657,4 Mio. Euro und beschäftigte 7.500 Mitarbeiter, hiervon 1.100 in Deutschland.
Die französische Muttergesellschaft Unilog S.A. teilte sich in die drei Bereiche Unilog Management (s. o.), Unilog IT Services (Entwicklung von Individualsoftware mit Java, ABAP (SAP) etc., sowie Outsourcing), Unilog IT Training (Schulungen). Unilog IT Services ist davon der größte Bereich.

## Geschichte
- 1968: Gründung unter dem Namen Informatique et Entreprise
- 1983: Umbenennung in Unilog
- 1998: Beteiligung an der deutschen VSS ehemals (Krupp) Atlas Datensysteme
- 1998: Übernahme der deutschen Integrata-Gruppe
- 2000: Komplett-Übernahme der deutschen VSS
- 2004: Übernahme des deutschen IT-Dienstleisters Avinci AG
- 2005: Ankündigung einer Verschmelzung mit dem britischen IT-Dienstleistungsunternehmen LogicaCMG
- 2006: LogicaCMG übernimmt über 95 % der Anteile Unilog
- 2008: Unilog geht in der Logica auf